# Formosanonychiurus
Genre
Formosanonychiurus est un genre de collemboles de la famille des Onychiuridae.

## Distribution
Les espèces de ce genre se rencontrent en Asie de l'Est.

## Liste des espèces
Selon Checklist of the Collembola of the World (version du 27 septembre 2019) :
- Formosanonychiurus formosanus (Denis, 1929)
- Formosanonychiurus humboldtianus (Weiner, 1986)

## Publication originale
- Weiner, 1986 : Onychiurinae Bagn. of North Korea: Formosanochiurus g. n. problems concerning the status of the genus Onychiurus Gerv. 2nd International Seminar on Apterygota, Siena, Italy, September 4-6, 1986, University of Siena, Siena, p. 93-97.